# Karl-Heinz Hagenau
Karl-Heinz Hagenau (31 de agosto de 1919 - 1993) foi um comandante de U-boots alemão que serviu na Kriegsmarine durante a Segunda Guerra Mundial.

## Carreira

### Patentes
| Offiziersanwärter    | 9 de outubro de 1937 |
| Fähnrich zur See     | 1 de abril de 1939   |
| Oberfähnrich zur See | 1 de março de 1940   |
| Leutnant zur See     | 1 de maio de 1940    |
| Oberleutnant zur See | 1 de abril de 1942   |
| Kapitänleutnant      | 1 de janeiro de 1945 |

### Condecorações
| Cruz de Ferro 2ª Classe                        | 15 de maio de 1940     |
| Distintivo de Guerra Contratorpedeiro          | 1 de outubro de 1940   |
| Narvik Shield                                  | 1 de outubro de 1940   |
| Distintivo de Guerra Minesweeper               | 15 de novembro de 1940 |
| Distintivo de Guerra U-boot 1939               | 5 de janeiro de 1943   |
| Cruz de Mérito de Guerra 2ª Classe com Espadas | 20 de abril de 1944    |